# بقار (مهنة)
البقَّار أو اللبَّان أو راعي البقر هو شخص يربي البقر خاصة ويحلب الأبقار وقد يعمل في المَلبنة وقد يدير شؤون مزرعة الألبان. وهو يختلف عن رعاة البقر الأمريكين. وتُسمى الأنثى لبانة (عاملة)

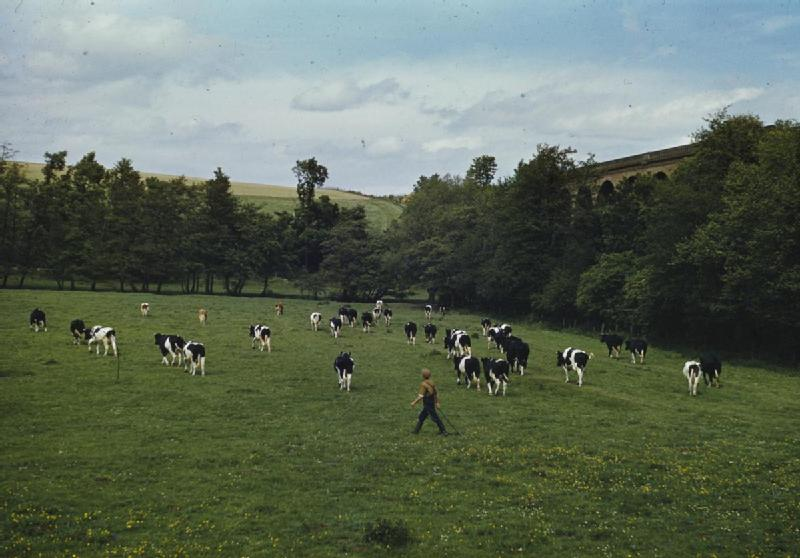
مزرعة في أينِسفُرد يجمع البقار البقر للحلب

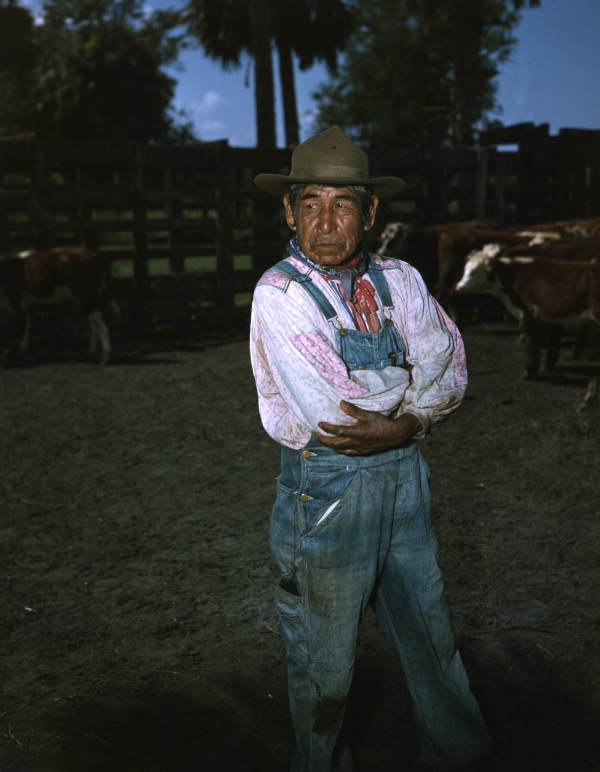